# Breeze Airways
Breeze Aviation Group, Inc., che opera con il marchio Breeze Airways, è una compagnia aerea statunitense fondata da David Neeleman con l’obiettivo di collegare aeroporti poco serviti a prezzi contenuti.

## Storia
Nel 2018 David Neeleman, già cofondatore di Morris Air, WestJet, JetBlue Airways e Azul Linhas Aéreas, iniziò la pianificazione di una nuova compagnia aerea, inizialmente designata Moxy Airways, con l’obiettivo di collegare aeroporti secondari, che nel corso degli anni precedenti erano stati progressivamente abbandonati dalle compagnie maggiori a favore dei grandi hub, e per far fronte a un incremento della domanda di voli domestici. Furono ordinati nientemeno che 60 Bombardier CS300, ma per velocizzare l’inizio delle operazioni furono recuperati in leasing da Azul tre Embraer 195.
Nel febbraio 2020 fu adottata la denominazione commerciale Breeze Airways e stabilito la sede a Cottonwood Heights. Nello stesso anno erano previsti sia l’inizio delle operazioni che l’acquisizione di Compass Airlines tramite cui ottenere il certificato di operatore aereo, ma la trattativa non andò a buon fine. Il 30 dicembre 2020 Breeze Airways ricevette il primo Embraer 195 e il 2 febbraio 2021 il primo Embraer 190.
Breeze Airways ha finalmente ottenuto il certificato di operatore aereo (COA) il 14 maggio 2021 e ha iniziato le operazioni il 27 maggio con un volo da Tampa a Charleston.

## Flotta

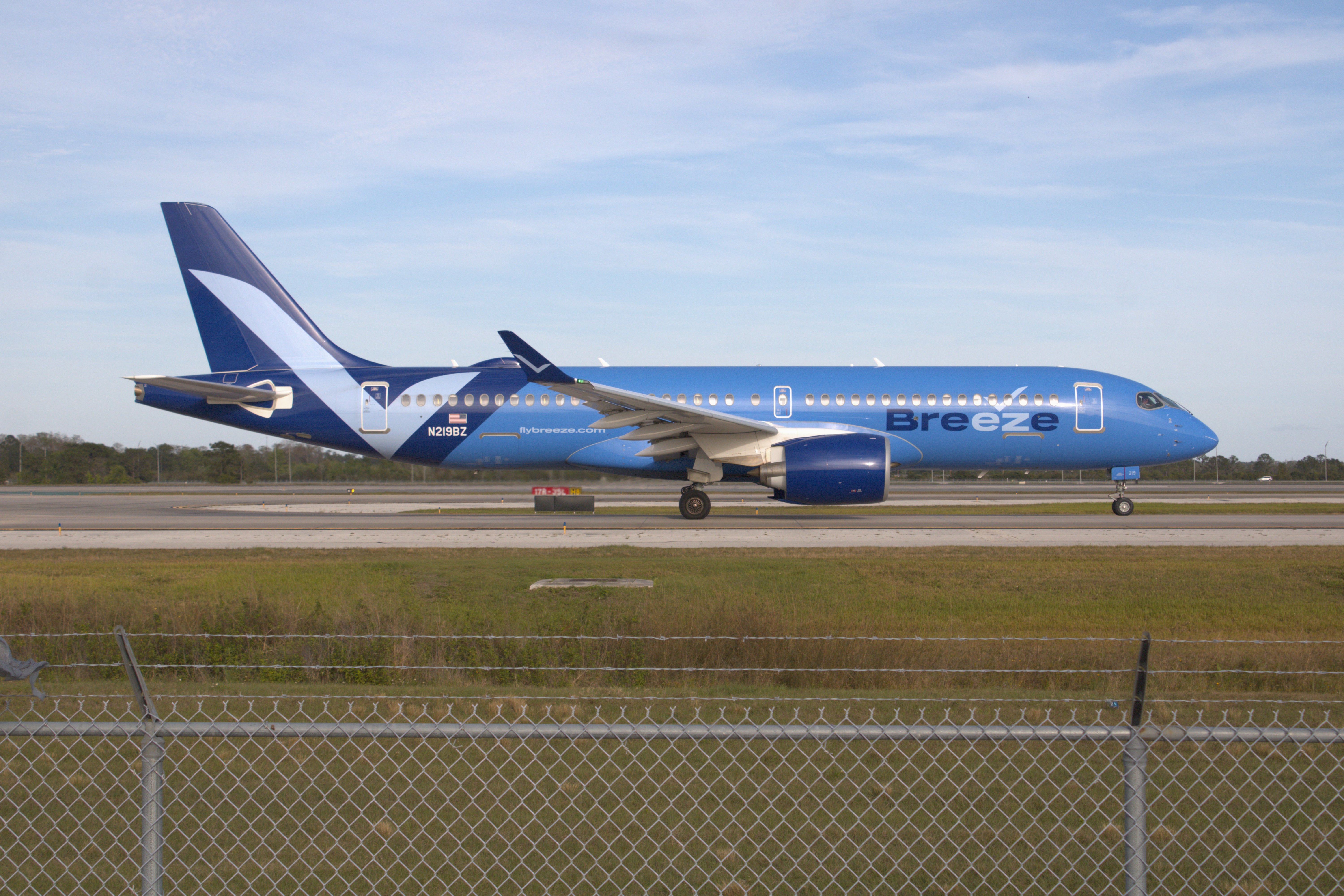
Un Airbus A220-300

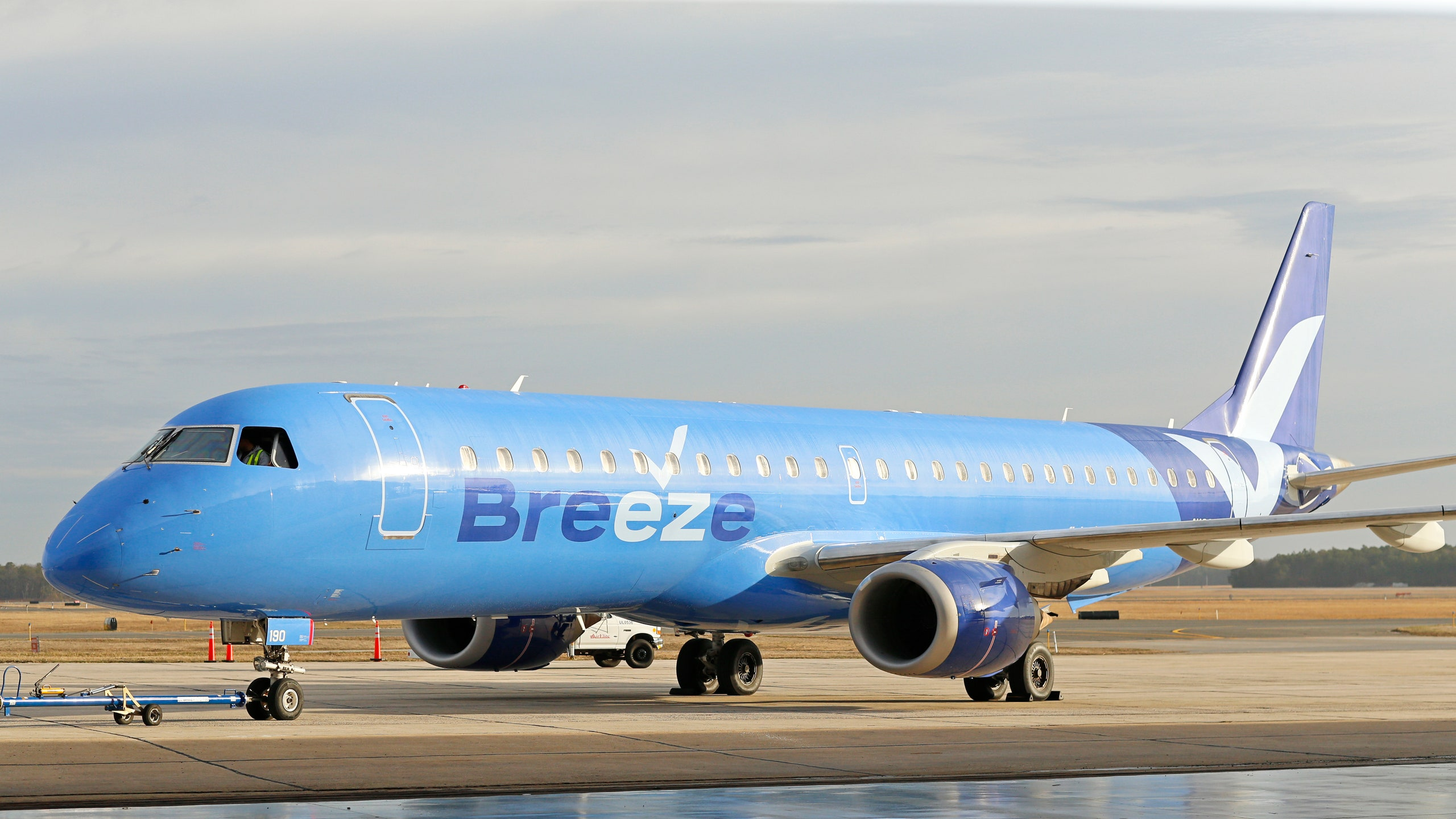
Un Embraer ERJ-195

A settembre 2024 la flotta di Breeze Airways è formata dai seguenti tipi di aerei: